# Elizabeth Dulau
 (mai 2025).
Si vous disposez d'ouvrages ou d'articles de référence ou si vous connaissez des sites web de qualité traitant du thème abordé ici, merci de compléter l'article en donnant les références utiles à sa vérifiabilité et en les liant à la section « Notes et références ».
Elizabeth Dulau est une actrice britannique, principalement connue pour son rôle de Kleya Marki dans la série télévisée Andor diffusée sur Disney+.

## Biographie

### Formation
Elizabeth Dulau est diplômée de la Royal Academy of Dramatic Art (RADA) en 2020. Durant ses études, elle participe à de nombreuses productions théâtrales, interprétant des rôles classiques et contemporains.

## Carrière

### Télévision
Elle débute à la télévision britannique avant de se faire remarquer dans la série Andor, issue de l’univers de Star Wars.
- 2019 : Gentleman Jack – Catherine Rawson
- 2021 : The Outlaws – Lesley
- 2022–2025 : Andor – Kleya Marki
- 2023 : All the Light We Cannot See – Madame Blanchart

### Cinéma
- 2024 : Wicked – Piebald Deer (voix)

### Théâtre
Elizabeth Dulau a interprété de nombreux rôles sur scène, dont :
- The Bleeding Tree – Ida
- Klippies – Yolandi
- The Importance of Being Earnest – Lady Bracknell
- Julius Caesar – Portia
- King Lear – Duke of Cornwall
- The Laramie Project – divers rôles

## Autres talents
Elle possède également une tessiture de soprano et est active dans le domaine musical et vocal.

## Filmographie sélective

### Télévision
| Année     | Titre                       | Rôle             | Notes          |
| --------- | --------------------------- | ---------------- | -------------- |
| 2019      | Gentleman Jack              | Catherine Rawson | 2 épisodes     |
| 2021      | The Outlaws                 | Lesley           | 1 épisode      |
| 2022–2025 | Andor                       | Kleya Marki      | Rôle récurrent |
| 2023      | All the Light We Cannot See | Madame Blanchart | Mini-série     |

### Cinéma
| Année | Titre  | Rôle                | Remarques    |
| ----- | ------ | ------------------- | ------------ |
| 2024  | Wicked | Piebald Deer (voix) | Film musical |